# Сабљаста антилопа
Сабљаста антилопа (лат. Hippotragus niger) је врста сисара из реда папкара (Artiodactyla) и породице шупљорожаца (Bovidae). 

## Угроженост
Ова врста није угрожена, и наведена је као последња брига јер има широко распрострањење.

## Распрострањење
Ареал врсте Hippotragus niger обухвата већи број држава. 
Врста има станиште у Анголи, Кенији, Танзанији, ДР Конгу, Мозамбику, Свазиленду (поново уведена), Замбији, Зимбабвеу, Јужноафричкој Републици, Боцвани, Малавију и Намибији.

## Станиште
Станишта врсте су саване и травна вегетација.

## Подврсте
- Hippotragus niger ssp. variani